# NGC 6564
NGC 6564 is een object bestaande uit drie sterren in het sterrenbeeld Hercules. Het hemelobject werd op 15 mei 1864 ontdekt door de Duitse astronoom Albert Marth.